# お東騒動
お東騒動（おひがしそうどう）は、1969年に真宗大谷派が、「同朋会運動」を推進する改革派と、法主を継承する大谷家とそれを擁護する保守派との宗門内の対立から、同宗派が4派に分裂するまでに至った事件のこと。
内局の権力闘争や財産争いの問題も絡んでいるため、やや揶揄した響きを持つ場合もある。「お東紛争」「お東さん騒動」「大谷派騒動」とも呼称されている。

## 対立の根底
「お東騒動」の原因となった教団のあり方をめぐる意見の対立の根底には、近代社会における全く異なる方向性を持つ次の2つの動きがあった。
- 体制面における宗教的権威者への伝統的尊崇の念に基づく権限の集中。
- 教学（思想）面における個々人の自覚を重視する方向性の高まり。

### 大谷家当主への権威・権限の集中
真宗大谷派では、明治時代以降、歴史的な経緯もあって、宗祖親鸞の血筋を引く大谷家の当主が、次の3つの地位（「三位」と呼ばれる）を一元的に継承・掌握し、高い宗教的権威と強い権限とを有していた。
法主真宗大谷派の正統的な教学・伝統の顕現者
管長包括宗教法人である「宗教法人真宗大谷派」の代表役員
本願寺住職真宗大谷派の本山である東本願寺こと「宗教法人本願寺」の代表役員
- 当時は、「真宗大谷派」とその本山の「本願寺」は包括関係にあるものの、法規上、別個の宗教法人であった。
- また、大谷家は（本来は門徒からの懇志である）本願寺の財産も、その絶対的権力から私物視していた。後に、第二十二代法主大谷光瑩（現如） が絡んだ東本願寺借財整理や、現如の子で第二十三代法主の大谷光演（彰如）の破産・僧籍剥奪に発展した海外事業の失敗（彰如の号から「句仏事件」と呼ばれる）などによって、「多額の債務」や「土地の売却益の行方」などの問題が表面化することとなる。

### 権威・権限が集中した理由
明治時代以降の真宗大谷派においては、清沢満之らの登場により、個々人の宗教的自覚を重視する、近代的な「個」の形成にも対応し得る教学思想の研鑽が早くから進められた。しかし一方で宗派の体制としては、宗教的権威者として伝統的に尊崇されていた法主を推戴し、そのもとに強い権限を集中させる体制がむしろ強化されていた。言うなれば大谷家の血筋に宗教的権威の拠り所を求めた、日本神道における皇室の位置付けと同様な「擬似天皇制」のより一層の強化をもたらしたとも表現できる。
こうした体制が構築・強化された背景には、江戸時代に緊密であった幕府との関係を払拭し明治政府の政策に積極的に賛助することや、数度にわたって焼失した本願寺の堂宇を再建することが差し迫った課題であったことが挙げられる。

### 清沢近代教学思想の広まり
第二次世界大戦後に門徒による奉仕活動や清沢の影響を受けた改革派の議員が台頭し、法主集権体制の改革が主張される。1960年代になって、次第に一部営利企業における血族支配にも重なって見られかねない従来の教団の体制が問題視されるようになる。
「お東騒動」と称される真宗大谷派における対立状況は、上に述べたような近代日本における体制面と思想面での二つの動きが、同一宗派内において同時期に集中的に展開した結果、いわば必然的に表出したものであったともみなされる。

## 経緯

### 発端
事の発端は、1924年より法主を務める大谷家第二十四代の大谷光暢（闡如）が、内局に事前承諾を得ずに「管長職を光紹新門に譲る」と発表した事に始まる。「開申事件」と呼ばれ、内部対立の火種になる。

### 改革への動き
1960年代の終わり頃から、法主に権威･権限の集中する教団のあり方をめぐり、激しい意見の対立がみられるようになっていく。真宗大谷派内部にあって改革派は、次の2つの考えをかかげて、当時の教団のあり方の改革を訴えた。
同朋公議教団の運営は、何人の専横をも許さず、本来的に同信の門徒・同朋の総意によるべきである。
宗本一体宗派としての真宗大谷派と、その構成者たる門徒が帰依処とする本願寺は、本来的に不可分一体のものである。
1962年7月に、「同朋会運動」が発足し、そのテーマとして「真宗同朋会運動とは、純粋な信仰運動である」「家の宗教から個々人の自覚としての宗教へ」が掲げられた。「同朋会運動」が発足して、「真宗同朋会条例」が公布される。

### 宗派からの離脱宣言
改革への動きに対抗して1978年に闡如は、「私が住職をしている本山・本願寺［＝東本願寺］は、真宗大谷派から離脱・独立する」と宣言した。真宗大谷派とは別に「本願寺寺務所」の看板を掲げ、1979年2月には京都府に宗派離脱認証申請書を提出。末寺・別院の先行離脱はあったものの、1980年10月に書類不備を理由に申請は差し戻され、この動きは頓挫した。

### 改革の実施
「同朋公議」「宗本一体」の考えに基づき1981年6月に、「真宗大谷派宗憲（宗派の憲法にあたる法規）」が改正され、次のような改革が行われた。
- 議会制…宗派運営の権限が、選挙により選出される議員の構成する宗派の議会（宗議会〈=僧侶の代表〉と参議会〈=門徒の代表〉の二院制をとる）に移された。宗議会には参与会が、参議会には常務会が置かれる。

- 象徴門首制…従来の「法主」「管長」「本願寺住職」にかわり、門徒・同朋を代表して仏祖崇敬の任にあたる象徴的地位として門首が置かれた。門首は内局の進達がなければ、宗務執行に対する権限を持たないこととされた。門首が内局の進達事項を拒み、進達を得ないで宗務に干渉したときは、内局は参与会と常務会の選定した門首代行を置くことを決定できる。あえて強引な解釈をすれば、前述の「擬似天皇制」の形があった故に、宗派全体を擬似国家と捉えた場合仏教用語で言う世俗の「君主」の天皇が大日本帝国憲法での「主権者」から第2次世界大戦敗戦後日本国憲法で「象徴天皇制」へとその位置付けが大きく変更されたためそれに合わせての動きとも取れる。

- 宗本一体…1987年には、大谷派と包括・被包括の関係にあった宗教法人「本願寺」と真宗大谷派と合併がされ、本願寺は法的に解散登記が実施され、宗派と一体のものとされた。「本山寺法」も廃止され、以後、東本願寺の正式名称は「真宗本廟」となる。「本廟」とは、同信同行の門信徒が宗祖親鸞の教えを聞信する根本道場・帰依処としての、親鸞の「墓所（はかどころ）」の意味。御影堂門に「真宗本廟」の額が掲げられていた。

### 浄土真宗東本願寺派の分立
この改革に対し保守派は、当時同派の東京別院東京本願寺住職であった大谷光紹（興如）（大谷光暢の長男）を中心に、教学の構築・教団の運営は従来通り伝統的権威と権限とを有する法主を中心になされるべきであるとの姿勢を保ち、この見解に賛同する末寺・門徒も少なくない状況であった。 
これらの人々は、1981年6月15日、大谷派における宗憲の改正と時期を同じくして、東京都知事の認証を得て、住職を務めていた東京別院東京本願寺を、大谷派から分離独立させる。
そして1988年2月29日に、同寺を中心にこれに賛同する末寺・門徒をまとめて「浄土真宗東本願寺派」を結成し、大谷光紹が東本願寺第二十五世法主に就任すると宣言する。

### その他の動き
浅草別院の分離独立の後も、これとは別に、大谷光暢の次男 大谷暢順（經如）（本願寺維持財団（現在の本願寺文化興隆財団理事長））・光暢の妻・智子裏方を中心とした四男 大谷暢道（後の大谷光道（秀如））をそれぞれ支持する勢力が、同じく教団のあり方をめぐる意見の対立から大谷派を離脱した。

## 真宗大谷派の門首
第二十四代 闡如（大谷光暢）の後継者は、新門である長男大谷光紹（興如）であったが、1981年6月15日に、真宗大谷派から独立した為、新門から外される。次に孫（興如の長男）の大谷光見（聞如）が指名されるが、浄土真宗東本願寺派の新門に就任した為、1988年2月29日に新門から外される。詳細は、上記の「浄土真宗東本願寺派の分立」を参照。
最終的に、闡如の次男大谷暢順（経如）の長男である当時15歳の大谷業成（闡證。東山上花山本願寺第二十五代）が指名され、1993年4月の闡如遷化（死去）を受け継承する。しかし未成年であった為、門首代行に第二十二代 現如（大谷光瑩）の孫大谷演慧（えんねい、闡教）鍵役が就任した。
1996年1月、闡證は父経如と共に真宗大谷派から離脱。門首継承式をしていない闡證は、御歴代に記録がされない、即ち門首継承の取消が決定する。新たな門首が決まるまで闡教が引き続き門首代行を務める事も決まった。
同年7月、闡如の三男である大谷暢顯（淨如）の門首継承が決定。同年11月21日に門首継承式が行われ、淨如は正式に真宗大谷派第二十五代門首となった。
淨如には子息がいないため、新門は長年未決定だったが、2014年4月、淨如の従兄弟にあたるブラジル在住の大谷暢裕（修如）鍵役兼開教司教が就任要請を受諾。修如は2015年3月に帰国し、2020年7月に淨如より門首を継承した。

## 現在の4派
以上の経緯により現在、真宗大谷派は宗教法人法上、次の4派に分かれている。
| 宗派                                                | 本山 | 宗主                 | 末寺数   |
| --------------------------------------------------- | --- | -------------------- | -------- |
| 真宗大谷派                                          | 真宗本廟（通称:東本願寺）（京都市下京区）                                                                   | 大谷暢裕門首（修如） | 約７,000 |
| 浄土真宗東本願寺派                                  | 浄土真宗東本願寺派本山東本願寺（東京都台東区） （旧・真宗大谷派東京別院東京本願寺）                         | 大谷光見法主（聞如） | 300〜400 |
| 浄土真宗大谷本願寺派 一般財団法人本願寺文化興隆財団 | 本山本願寺（京都市伏見区） 本山機能の多くを担う、事実上の本山：東山浄苑（東山浄苑東本願寺）（京都市山科区） | 大谷暢順法主（經如） | 未詳     |
| 真宗東派                                            | 嵯峨本願寺（京都市右京区）                                                                                  | 大谷光道法主（秀如） | 30       |

## 関連書籍
- 『東本願寺三十年紛争』田原由紀雄著（白馬社／2004年）ISBN 978-4-938651-51-0
- 『東本願寺をめぐる争訟事例集』（全3巻）入江正信編（商事法務研究会／2003年）ISBN 978-4-7857-1033-0，ISBN 978-4-7857-1034-7，ISBN 978-4-7857-1035-4
- 『祖師に背いた教団－ドキュメント・東本願寺30年紛争－』田原由紀雄著（白馬社／1997年）ISBN 978-4-938651-19-0
- 『貴族の死滅する日―東本願寺十年戦争の真相（増補新装版）』落合誓子著（晩聲社／1995年）ISBN 978-4-89188-246-4
- 『東本願寺大谷光紹』泉龍路著（ハート出版／1988年）ISBN 978-4-938564-16-2
- 『共産党対本願寺―乗っ取るまでの30年暗躍史』共産党から宗教を守る会編（タイムレビュー社／1980年）
- 『東本願寺の変―10年紛争を解く』上之郷利昭著（サイマル出版会／1979年）ISBN 978-4-377-30444-2